# لیونا لوئیس
لیونا لوئیز لوئیس (به انگلیسی: Leona Louise Lewis) (زاده ۳ آوریل ۱۹۸۵) خواننده، ترانه‌سرا، نامزد جوایز گرمی و برنده فصل سوم از سری مسابقات پاپ آیدل در انگلستان می‌باشد. وی هم‌اکنون بیش از ۹ میلیون آلبوم در سراسر جهان به فروش رسانده‌است.
او در سال ۲۰۰۶ و در فصل سوم ایکس فاکتور بریتانیا اول شد.

## آلبوم‌ها
- Spirit - ۲۰۰۷
- Echo - ۲۰۰۹
- 2012 - Glassheart